# Protistátoprávní prohlášení
Protistátoprávní prohlášení či protistátoprávní ohražení bylo prohlášením prvních pěti poslanců zvolených za Českoslovanskou sociálně demokratickou stranu dělnickou do Poslanecké sněmovny Říšské rady.
Toto prohlášení, k němuž došlo 30. března 1897, bylo reakcí na tradiční státoprávní ohrazení ostatních českých poslanců. Sociálně demokratičtí parlamentní zástupci Josef Steiner, Josef Hybeš, Karel Vrátný, Petr Cingr a Arnošt Berner se v něm distancovali od způsobu politiky, kterou praktikovaly liberální strany, a odmítli nacionalisticky orientované státoprávní prohlášení. 
Protistátoprávní prohlášení mělo v Čechách za následek vlnu nesouhlasu obyvatelstva, která vyústila v kampaň proti sociálnědemokratické straně. Prohlášení bylo také příčinou ke vzniku České strany národně sociální založené ještě v průběhu roku 1897. Za následek tohoto prohlášení bývá označováno také odštěpení Dělnických tělocvičných jednot od Sokola. 